# Jakob III. (Zypern)
Jakob III. von Zypern (* August 1473; † 1474) war (formal) letzter König von Zypern.
Er war das einzige Kind von König Jakob II., der noch vor Geburt seines Sohnes starb, und der Venezianerin Caterina Cornaro, die zunächst die Regentschaft für das Kind übernahm. Jakob III. starb noch im Säuglingsalter; bei seinem Tod war er nur rund ein Jahr alt.
Somit wurde Caterina letzte Königin Zyperns. 1489 wurde sie von Venedig zur Abdankung gezwungen; damit wurde Zypern bis zur Eroberung durch die Osmanen im Jahre 1571 venezianische Kolonie.
| Vorgänger | Amt                        | Nachfolger        |
| --------- | -------------------------- | ----------------- |
| Jakob II. | König von Zypern 1473–1474 | Katharina Cornaro |

| Personendaten    | Personendaten         |
| ---------------- | --------------------- |
| NAME             | Jakob III.            |
| ALTERNATIVNAMEN  | Jakob III. von Zypern |
| KURZBESCHREIBUNG | König von Zypern      |
| GEBURTSDATUM     | August 1473           |
| STERBEDATUM      | 1474                  |